# Prawa Gossena

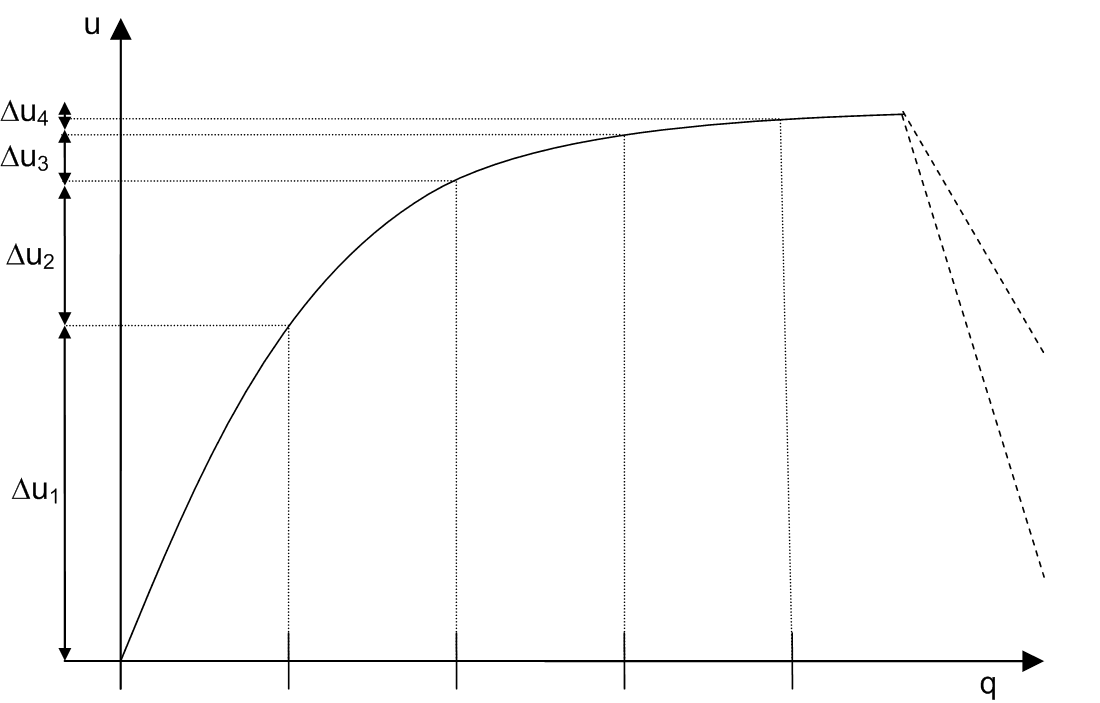
Wykres ilustrujący pierwsze prawo Gossena

Prawa Gossena – trzy prawa ekonomii autorstwa Hermanna Gossena (1854). Bazują one na założeniu, że indywidualne preferencje można wyrazić ilościowo w formie obliczalnej użyteczności:
1. prawo malejącej użyteczności krańcowej,
w miarę wzrostu konsumpcji danego dobra użyteczność krańcowa każdej kolejnej jednostki maleje;
2. prawo wyrównywania użyteczności krańcowych,
w celu osiągnięcia największej sumy zadowolenia konsument stara się tak podzielić dostępne mu środki, aby stosunki użyteczności krańcowych poszczególnych dóbr/usług do ich cen były równe;
3. prawo rzadkości:
rzadkość jest warunkiem koniecznym wartości ekonomicznej.